# Мессьє 66

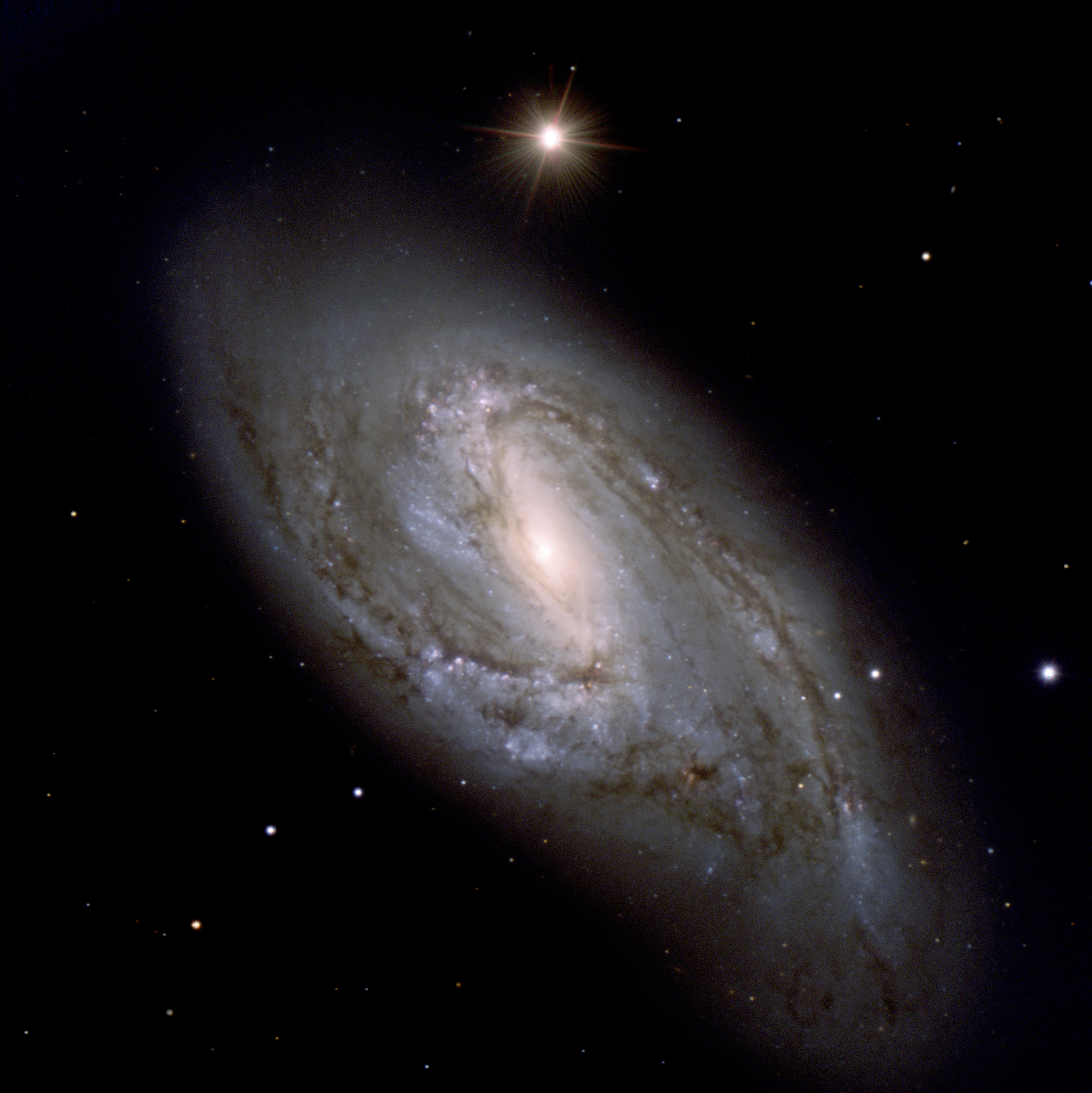
The colour-composite image of the Spiral galaxy M 66 (or NGC 3627)

Мессьє 66 (М66, NGC 3627,Arp 16,UGC 6346, ZWG 67.57) — красива галактика у сузір'ї Лев, що розташована на відстані 35 млн. св. років.
Розмір галактики становить 100 тис. св. років. Вона є спіральною галактикою, у неї видно закручені рукави, добре проглядаються пилові структури, і помітно центральне потовщення.
Галактика входить до складу так званого триплету Лева.

## Відкриття
Галактику відкрив Шарль Мессьє 1 березня 1780 року.
Він включив її до оригінальної редакції нового загального каталогу, а пізніше її було включено до атласу пекулярних галактик.

## Спостереження

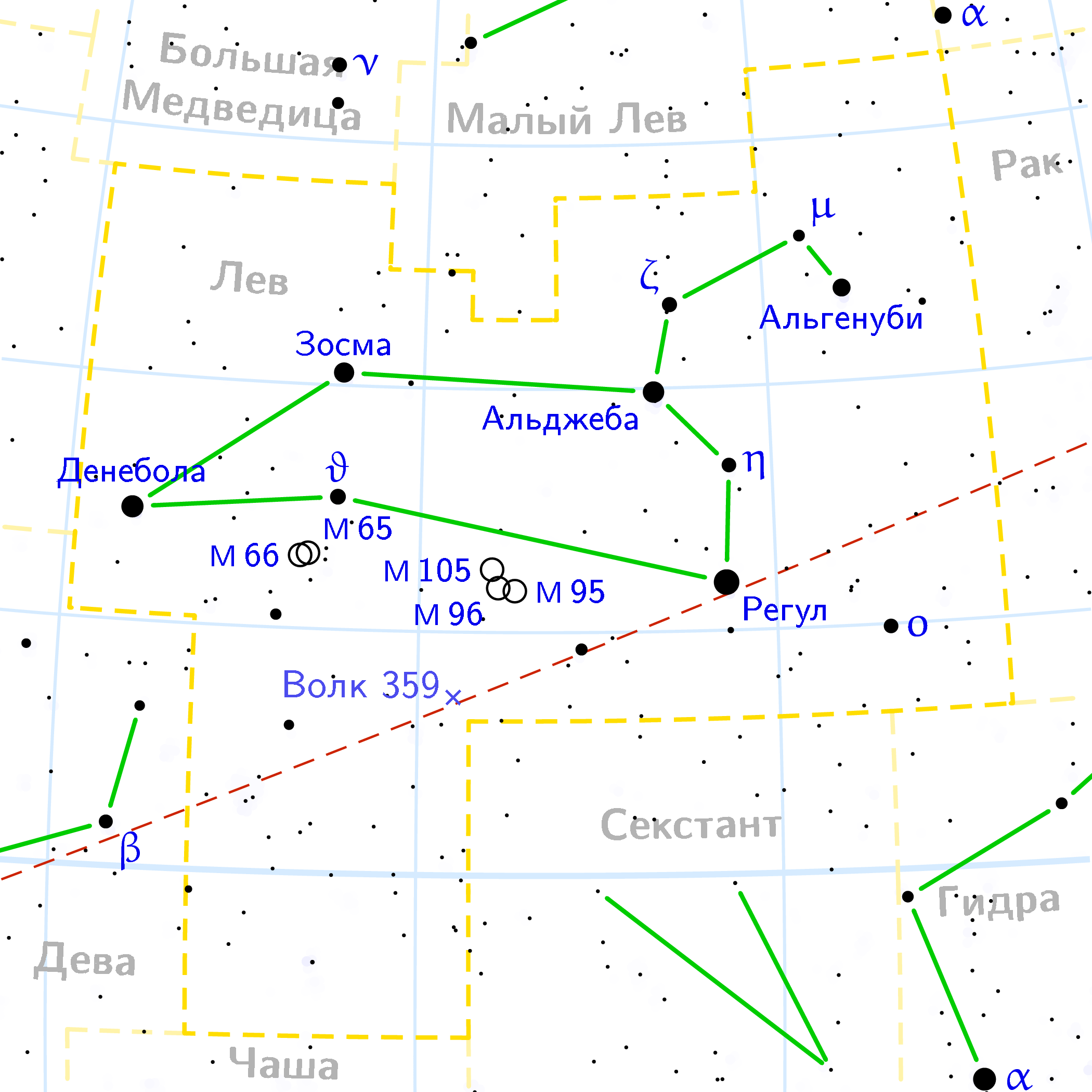
M66 в сузір'ї Лева

Три спіральних галактики видимих більш менш з ребра М66, М65 і NGC 3628 утворюють чудову трійцю у підчерев'ї Лева. М66 і М65 з цього «триплету Лева» досить яскраві, щоб побачити їх навіть у бінокль 7х50, NGC 3628 — дещо слабша. Найкращий час для спостережень у північній півкулі — зима і весна. Ніч найкраще вибрати безмісячну і спостерігати подалі від міст, які створюють високе штучне засвічення неба.
М66 розташована приблизно між θ та ι Лева, за 20 кутових мінут на схід від М65, яка лежить на один градус на схід від досить яскравої зорі 73 Лева (5,3m).
У аматорський телескоп галактику видно як дифузну витягнуту (2:5) еліптичну пляму з яскравим компактним ядром. М66 більше за інших з цього «Тріо» розгорнута своєю площиною до спостерігачів і в телескоп з апертурою від 250—300 мм можна побачити спіральну структуру її рукавів. Помітнішою є південна спіраль, яка при великому збільшенні надає галактиці схожість із цифрою 9. Поруч із галактикою видно зорю переднього плану 10-ї величини і пару зір 13-ї.

### Сусіди по небу з каталогу Мессьє
- М65 — (на захід) трохи менше розкрита, така ж яскрава галактика;
- М95 і М96 (на захід між зорями 52 і 53 Leo) — ще одна пара схожих одна на одну помірно яскравих спіральних галактик;
- М105 (на північний захід від пари М95 / М96) — досить велика й яскрава еліптична галактика;
- М99 (на схід, у Волоссі Вероніки) — найближча до М66 яскрава галактика зі скупчення Діви

### Послідовність спостереження в «Марафоні Мессьє»
… M105 → М65 →М66 → М81 → М82 …

## Навігатори
| ◄ NGC 3623 \| NGC 3624 \| NGC 3625 \| NGC 3626 \| NGC 3627 \| NGC 3628 \| NGC 3629 \| NGC 3630 \| NGC 3631 ► |

Координати:  11г 20м 15.0с, +12° 59′ 30″